# شيوسا دي سان ميكيلي
شيوسا دي سان ميكيلي (بيدمونت اربيتان ، (بالفرنسية: L'Écluse)‏) هي بلدية في مدينة تورينو الحضرية في المنطقة الإيطالية بيدمونت ، وتقع على بعد حوالي 30 كيلومتر (19 ميل)غرب تورينو .

## جغرافية
تقع شيوسا دي سان ميكيلي على حدود البلدات التالية: كوندوف وكابري وفاي وسانت امبروجيو دي تورينوو فالجوي وكواز .
في المنطقة المجاورة توجد دير ساكرا دي سان ميشيل .

## روابط خارجية
- الموقع الرسمي